# Alfred Kempe

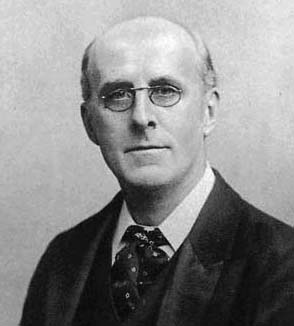
Alfred Kempe

Alfred Bray Kempe (* 6. Juli 1849 in Kensington; † 21. April 1922 in London) war ein britischer Mathematiker, sein Name ist insbesondere mit der Geschichte des Vier-Farben-Satzes verbunden.

## Leben
Kempe studierte am Trinity College der Cambridge University, wo unter anderem Arthur Cayley einer seiner Lehrer war. Er schloss sein Studium 1874 mit Auszeichnung ab und arbeitete dann trotz seines Interesses an Mathematik zunächst als Anwalt mit einer Spezialisierung auf Kirchenrecht.
Im Jahre 1879 veröffentlichte er dann seinen inkorrekten Beweis zum Vier-Farben-Satz, der jedoch 11 Jahre als korrekt erachtet wurde, bis 1890 Percy Heawood einen Fehler in ihm entdeckte. Trotz des Fehlers enthielt der Beweis aber grundsätzliche Überlegungen und Techniken (Kempe-Ketten), die sich für den späteren korrekten Beweis von Kenneth Appel und Wolfgang Haken aus dem Jahre 1976 als wichtig herausstellten.
Kempe wurde 1881 in die Royal Society gewählt und war von 1892 bis 1894 Präsident der London Mathematical Society. Der britische Polarforscher Robert Falcon Scott benannte den Mount Kempe in der Antarktis nach ihm. Darüber hinaus ist mittelbar auch der dem Berg benachbarte Kempe-Gletscher nach ihm benannt.